# Liceu
Na Grécia Antiga, o Liceu (do grego antigo Λύκειον, Lykeion) era um gymnasion perto de Atenas. A palavra designa também a escola filosófica fundada por Aristóteles, em 335 a.C. (a escola peripatética), cujos membros se reuniam no local. Ali havia um bosque consagrado a Apollon Lykeios (em grego Λύκειος Απόλλων) — de onde provavelmente deriva o termo Lykeion.
O Liceu de Aristóteles tinha cursos regulares, de manhã e à tarde. Pela manhã, os discursos do filósofo eram esotéricos, isto é, direcionados a um público interno, mais restrito, com maiores e mais avançados conhecimentos sobre lógica, física, metafísica. Os discursos da tarde (chamados exotéricos) destinavam-se ao público em geral e diziam respeito a temas mais acessíveis, como retórica, política, literatura.
Na atualidade, em alguns países, o termo "liceu" designa um estabelecimento do ensino médio e/ou profissionalizante.

## França
Na França, liceu (em francês: lycée) é o tipo de estabelecimento de ensino onde são ministrados os três últimos anos do ensino secundário, aos adolescentes com idades compreendidas entre os 15 e os 18 anos. A conclusão dos estudos num liceu pode conferir três tipos de diploma, de acordo com o curso seguido: o bacharelato, o certificado de aptidão profissional (CAP) e o brevê de estudos profissionais (BEP).
Conforme o ensino ministrado, existem quatro tipos de liceus: liceus de ensino geral e tecnológico (ou simplesmente "liceus"), liceus profissionais, liceus agrícolas e liceus da defesa.

## Portugal

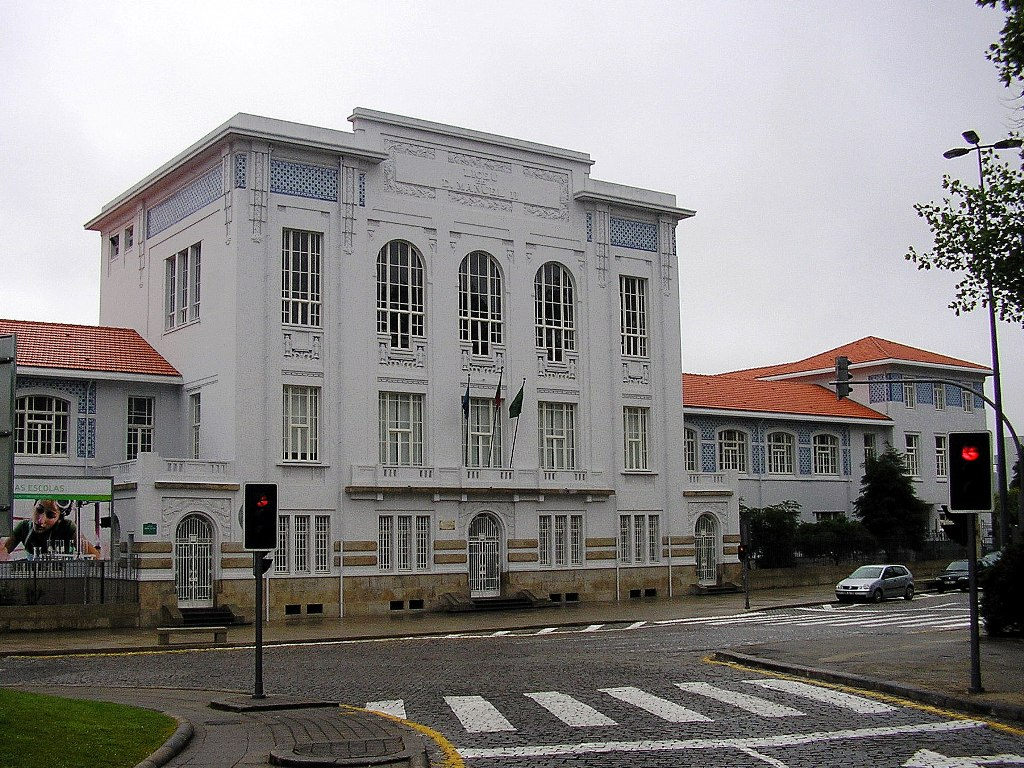
Antigo Liceu D. Manuel II, no Porto.

Em Portugal, até ao final da década de 1970, os liceus eram estabelecimentos de ensino secundário que ofereciam uma formação generalista em ciências e humanidades, preparando o aluno para o ingresso no ensino superior. Os liceus funcionavam em paralelo com os diversos tipos de escolas técnicas profissionais, que ministravam o ensino técnico secundário.
O ensino liceal foi criado a 5 de dezembro de 1836 por Passos Manuel. Em 1837, foi aberto no Funchal, na Madeira, o primeiro liceu do país, o Liceu de Jaime Moniz. Em 1860 foi criado em Aveiro o primeiro liceu instalado num edifício construído expressamente para essa destinação. Em 1906, foi criado o Liceu de D. Maria Pia, em Lisboa — o primeiro liceu exclusivamente feminino do país.
Os liceus públicos eram genericamente designados "liceus nacionais". Os liceus onde era ministrado o curso complementar eram designados "liceus centrais". Os liceus anexos às escolas normais superiores, para estágio dos professores do ensino liceal, eram chamados "liceus normais".
A Lei n.º 5/73, de 25 de julho previu a unificação do ensino secundário liceal e técnico que deveria ser ministrado em estabelecimentos designados "escolas secundárias polivalentes", ainda que as mesmas pudessem manter as designações tradicionais. Na sequência do 25 de Abril de 1974, é contestada a separação entre o ensino técnico e o liceal, sendo este considerado demasiado elitista. A partir de 1975 e na sequência do Decreto-Lei n.º 260-B/75 de 26 de maio, os liceus e as escolas técnicas começaram a ser transformados em escolas secundárias que deveriam ministrar tanto o ensino liceal como o técnico. Em junho de 1975, se inicia a extinção do ensino técnico e a sua incorporação no ensino liceal que passa a ser conhecido como "ensino secundário unificado". O processo de extinção dos liceus fica concluído em 1978, altura em que todos os liceus ainda remanescentes com esta designação passaram obrigatoriamente a ter a designação de "escola secundária".
Hoje em dia, apesar de já não ter significado formal, o termo "liceu" ainda é usado na linguagem corrente para designar as escolas secundárias que tiveram origem em antigos liceus, bem como para designar o ensino correspondente ao antigo ensino liceal (atuais terceiro ciclo do ensino básico e ensino secundário).

## Outros países
O termo "liceu" também é usado para designar os estabelecimentos de ensino secundário de outros países como: Itália (Liceo), Bulgária (Лицей), Chipre (Ενιαίο Λύκειο), Estónia (Lyceum), Grécia (Λύκειο), Polónia (Liceum), Roménia (Liceu), Turquia (Lise), Chile e Uruguai (Liceo). Além destes, o termo é usado em regiões
francófonas do Canadá e da Suíça.